# Локерн (Мериленд)
Локерн (енгл. Lochearn) насељено је место без административног статуса у америчкој савезној држави Мериленд.

## Демографија
По попису из 2010. године број становника је 25.333, што је 64 (0,3%) становника више него 2000. године.
| Група             | 2000.          | 2010.          |
| Белци             | 4.558 (18,0%)  | 3.200 (12,6%)  |
| Афроамериканци    | 19.812 (78,4%) | 20.448 (80,7%) |
| Азијати           | 205 (0,8%)     | 315 (1,2%)     |
| Хиспаноамериканци | 378 (1,5%)     | 900 (3,6%)     |
| Укупно            | 25.269         | 25.333         |